# چولسی
چولسی (به انگلیسی: Cholsey) یک روستا و محله مدنی در بریتانیا است که در آکسفوردشر جنوبی واقع شده‌است. چولسی ۱۶٫۵۲ کیلومتر مربع مساحت و ۳٬۳۸۰ نفر جمعیت دارد.